# Cầu Phước An
Cầu Phước An là cây cầu bắc qua sông Thị Vải, nối thị xã Phú Mỹ, tỉnh Bà Rịa – Vũng Tàu với huyện Nhơn Trạch, tỉnh Đồng Nai đang được thi công xây dựng.
Dự án có chiều toàn tuyến hơn 4,3 km, điểm đầu tuyến giao với đường liên cảng Cái Mép – Thị Vải; điểm cuối giao với đường vào cảng Phước An. Cầu Phước An là cây cầu dầm cáp hỗn hợp (extradosed bridge) dài 3.477m, rộng 26 m với quy mô 6 làn xe, chiều cao thông thuyền 55 m, có thể cho phép tàu 30.000 tấn lưu thông. Ngoài ra, đường dẫn lên cầu dài 248m, đường dẫn kết nối với đường vào cảng Phước An dài hơn 600m. Tổng mức đầu tư dự kiến khoảng 4.879 tỷ đồng, trong đó ngân sách trung ương hỗ trợ 2.000 tỷ đồng, ngân sách tỉnh 2.879 tỷ đồng, tiến độ thực hiện dự án là 5 năm (từ 2021-2025). Dự án do Ban quản lý dự án giao thông khu vực Cảng Cái Mép Thị Vải, tỉnh Bà Rịa-Vũng Tàu làm chủ đầu tư.
Dự án cầu Phước An là dự án thành phần thuộc Dự án đường liên cảng Cái Mép - Thị Vải nối liền hệ thống cảng và các Khu công nghiệp chạy dọc sông Cái Mép – Thị Vải với chiều dài khoảng 21,3 km từ cảng Cái Mép Hạ, thị xã Phú Mỹ, tỉnh Bà Rịa – Vũng Tàu tới cảng Phước An, tỉnh Đồng Nai, đoạn qua tỉnh Đồng Nai dài 1,4 km. Dự án có phân kỳ đầu tư thời điểm đó chia làm 2 giai đoạn. Thời gian thực hiện dự án từ năm 2009 – 2015. Trong đó giai đoạn 1 sẽ triển khai từ năm 2009 đến năm 2012. Sau nhiều năm thi công, giai đoạn 1 đã xong đến đoạn chân cầu Phước An.
Cầu Phước An có vai trò kết nối đường liên cảng Cái Mép - Thị Vải với đường tỉnh 319, cao tốc Bến Lức - Long Thành và cao tốc Tp.HCM - Long Thành - Dầu Giây; kết nối toàn bộ nhóm cảng biển số 5 với khu vực Đông Nam Bộ, Tây Nam Bộ, góp phần rất lớn vào sự phát triển kinh tế - xã hội của tỉnh Bà Rịa – Vũng Tàu, tỉnh Đồng Nai, Thành phố Hồ Chí Minh nói riêng và vùng kinh tế trọng điểm phía Nam nói chung; đồng thời, giải tỏa ùn tắc giao thông, giảm tải cho tuyến Quốc lộ 51 và các tuyến đường khác.
1. ↑  "Xây cầu Phước An gần 5.000 tỉ đồng, nối cảng Cái Mép - Thị Vải với cao tốc". Tuổi Trẻ Online. ngày 4 tháng 8 năm 2020.
2. ↑  "Chốt vị trí xây dựng cầu Phước An nối Đồng Nai và Bà Rịa – Vũng Tàu". baodautu.vn. ngày 23 tháng 7 năm 2020.
3. ↑  "Cầu Phước An có tầm quan trọng như nào với tỉnh Bà Rịa – Vũng Tàu?". baoxaydung.com.vn. ngày 27 tháng 7 năm 2020.